# Peter Thonning

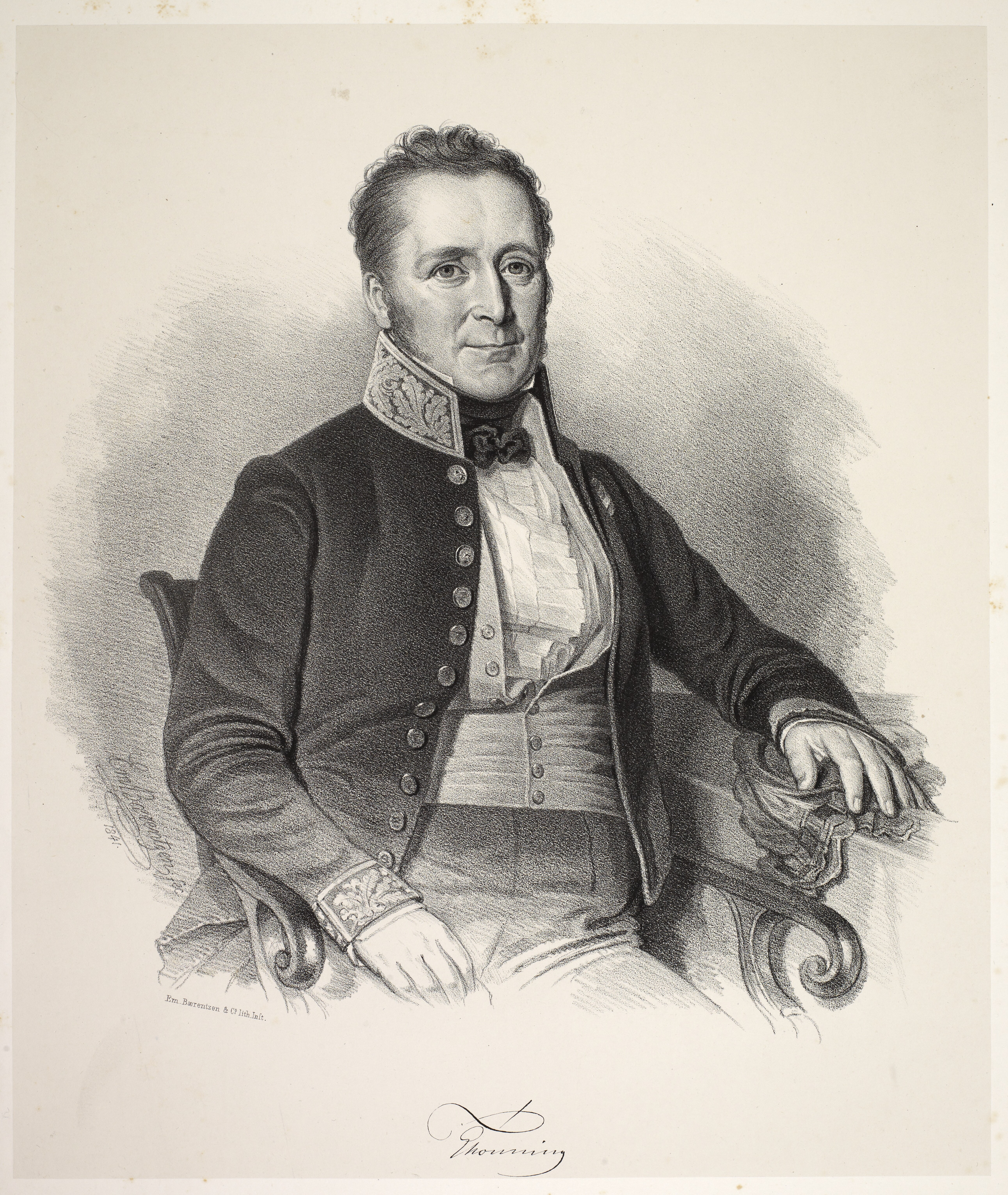
Peter Thonning.

Peter Thonning, född den 9 oktober 1775 i Köpenhamn, död där den 29 januari 1848, var en dansk botaniker. Auktorsnamnet Thonn. kan användas för Peter Thonning i samband med ett vetenskapligt namn inom botaniken; se Wikipediaartiklar som länkar till auktorsnamnet.
Thonning, som blev student 1794, studerade naturhistoria och medicin. Åren 1799–1803 företog han, särskilt för att finna färgväxter, en resa med kungligt understöd till de danska besittningarna på Guineakusten. År 1829 blev Thonning meddirektör för det kungliga naturhistoriska museet. Han var medutgivare av olika botaniska verk av Martin Vahl. Thonnings i danska Guinea insamlade växtmaterial bearbetades och utgavs av Heinrich Christian Friedrich Schumacher. Han erhöll titeln konferensråd 1840.